# Call of Duty: Infinite Warfare
Call of Duty: Infinite Warfare is een first-person shooter ontwikkeld door Infinity Ward. Het spel is uitgegeven door Activision en kwam op 4 november 2016 uit voor PlayStation 4, Windows en Xbox One.
De speciale edities van Infinite Warfare zijn gebundeld met Call of Duty: Modern Warfare Remastered, een verbeterde versie van Call of Duty 4: Modern Warfare uit 2007.